# André Botur
André Botur (* 23. Dezember 1964 in Bremen) ist ein deutscher Jurist und seit 2012 Richter am Bundesgerichtshof.
Er promovierte 1995 an der Humboldt-Universität zu Berlin über „Privatversicherung im Dritten Reich: zur Schadensabwicklung nach der Reichskristallnacht unter dem Einfluss nationalsozialistischer Rassen- und Versicherungspolitik“. Anschließend begann er seine berufliche Laufbahn im Jahr 1996 im höheren Justizdienst des Landes Sachsen-Anhalt. 1997 wurde er in den Geschäftsbereich des niedersächsischen Justizministeriums versetzt. Er war zunächst bei der Staatsanwaltschaft, sodann beim Landgericht Hildesheim und ab 1998 beim Amtsgericht Peine tätig. Von 2005 bis Ende 2007 war er als wissenschaftlicher Mitarbeiter an den Bundesgerichtshof abgeordnet. Noch während seiner Abordnung wurde er zum Richter am Oberlandesgericht Celle ernannt. Dort gehörte er seit 2008 einem Senat für Familiensachen an.
Am 2. Mai 2012 wurde André Botur zum Richter am Bundesgerichtshof ernannt und dem XII. Zivilsenat zugewiesen.